# No. 9r
L'His Majesty's Airship No. 9r, o semplicemente HMA No. 9r, fu un dirigibile rigido da addestramento sviluppato dalla divisione aeronautica dell'azienda britannica Vickers Limited, utilizzato dal Royal Naval Air Service (RNAS) durante la prima guerra mondiale, effettuando 165 ore di volo, principalmente per scopi sperimentali.

## Storia del progetto
I piani per la costruzione un secondo dirigibile rigido dopo il HMA No. 1 Mayfly (His Majesty's Airship No. 1)  furono approvati dal Committee for Imperial Defence all'inizio del 1913, e la Vickers fu incaricata di progettare una classe di dirigibili migliorata che incorporasse tutto ciò che si sapeva allora sugli Zeppelin.
Il dipartimento per la progettazione dei dirigibili della Vickers era stato sciolto dopo il fallimento del No. 1 Mayfly, e di conseguenza venne ricostituito l'ufficio tecnico di progettazione sotto la guida H.B. Pratt, assunto come capo progettista. Pratt aveva già lavorato alla Vickers mentre il Mayfly era in costruzione e aveva previsto che  l'aeronave non fosse strutturalmente solida, lasciando successivamente l'azienda.  A sua volta Pratt assunse Barnes Wallis, che aveva incontrato mentre entrambi lavoravano per la ditta di costruzioni navali di J. Samuel White, come suo assistente. L'ordine iniziale per la nuova aeronave fu effettuato il 10 giugno 1913, i piani definitivi furono concordati alla fine dell'anno e un contratto formale fu firmato nel marzo 1914.
Le specifiche iniziali richiedevano un dirigibile con una portanza disponibile di 5 tonnellate (5.080 kg) in grado di volare a 72 km/h (45 mph) e mantenere un'altitudine di 610 m (2.000 piedi) per 30 minuti; tuttavia, il carico richiesto fu successivamente ridotto a 3,1 tonnellate (3.150 kg).
Il progetto si basava in parte sui piani francesi del velivolo tedesco LZ IV che era atterrato in Francia il 3 aprile 1913 a seguito di uno sconfinamento accidentale nello spazio aereo francese, consentendo un esame approfondito.
Lo scafo era cilindrico per la maggior parte della sua lunghezza ed era costruito ai lati con 17 trasverse con sulla parte inferiore una chiglia a sezione triangolare. Due gondole erano sospese dalla chiglia, quella di prua contenente il vano di controllo e due dei motori, mentre quella di poppa conteneva una stazione di controllo di emergenza e l'altra coppia  di motori. Inoltre vi era una stazione radio e uno spazio mensa per l'equipaggio all'interno della struttura della chiglia, che conteneva anche i serbatoi di carburante e di zavorra.
La propulsione era assicurata da quattro motori Wolseley da 180 CV (130 kW), montati in coppia nelle gondole. Come il Mayfly, il No.9r fu progettato con compartimenti stagni in modo da poter essere utilizzato dall'acqua. 
La costruzione fu ritardata da una serie di circostanze. Si incontrarono difficoltà con la fabbricazione delle travi in duralluminio per i telai trasversali e ci furono molte modifiche al designo, tra cui il rafforzamento dello scafo in modo che potesse essere maneggiato in sicurezza da equipaggi inesperti e la sostituzione della disposizione originale delle eliche accoppiate montate sui lati dello scafo con eliche girevoli montate sulle gondole (come quelle utilizzate sui dirigibili contemporanei del British Army).

### Costruzione
Il capannone di costruzione presso il Cavendish Dock a Barrow-in-Furness era troppo piccolo per il nuovo progetto, e fu quindi costruito un nuovo hangar a Walney Island, a ovest di Barrow-in-Furness. Il nuovo capannone era lungo 160 m (540 piedi), largo 46 m (150 piedi) e alto 30 m (98 piedi), e aveva un pavimento in cemento spesso 15 cm (6 pollici ) con rotaie di movimentazione incorporate che si estendevano per 140 m (450 piedi ) nel campo adiacente. Come misura di sicurezza, il capannone aveva otto getti antincendio alimentati da un serbatoio appositamente dedicato. Accanto al capannone fu anche allestita una fabbrica di sacchi per il gas con 100 dipendenti.
Quando scoppiò la prima guerra mondiale il 4 agosto 1914, il No.9r era quasi pronto per il gonfiaggio e, nonostante le richieste concorrenti di materiali e manodopera per altri progetti, la costruzione continuò durante i primi mesi della guerra. Tuttavia, c'era la sensazione che il progetto non fosse più favorito dall'Ammiragliato: Winston Churchill, allora Primo Lord del Board of Admiralty era noto per essere poco entusiasta dei dirigibili, e il 12 marzo 1915 annullò l'ordine per la costruzione dell'aeronave. Le ragioni addotte per questa decisione furono che ci si aspettava che la guerra sarebbe finita nel 1915 e che la nave non sarebbe stata operativa entro quella data e quindi era uno spreco di risorse preziose.
Il 19 giugno 1915, dopo che Churchill era fu sostituito come Primo Lord da Arthur James Balfour, si tenne una conferenza all'Ammiragliato per considerare tutti gli sviluppi dei dirigibili. A quel tempo il programma dei dirigibili non rigidi si stava rivelando un successo e in questa riunione si concordò di espandere il programma non rigido e anche di riprendere la costruzione dell'HMA No.9r. Tuttavia, la ripresa dei lavori fu ritardata dalla necessità di recuperare Pratt e Wallis che si erano arruolati nell'esercito quando la costruzione era stata annullata.
Il gonfiaggio finale del dirigibile iniziò nell'autunno di quell'anno, ma ci furono ritardi nell'ottenimento del lino dall'Irlanda per realizzare le reti per i sacchi contenenti il gas dopo la rivolta di Pasqua e l'aeronave non fu completata fino al 28 giugno 1916.

## Impiego operativo
Il 16 novembre 1916, il No. 9r lasciò il suo hangar e fu ormeggiato all'esterno per i collaudi degli accessori e dei motori, mentre il primo volo di prova ebbe luogo il 27 novembre 1916. Questa fu la prima volta che un dirigibile rigido britannico andò in volo; tuttavia, non fu in grado di sollevare il peso contrattuale di 3,1 tonnellate. Fu quindi alleggerito rimuovendo entrambi i motori posteriori, sostituiti da un singolo motore che era stato recuperato dallo Zeppelin LZ 33 he aveva effettuato un atterraggio di fortuna a Little Wigborough, Essex, il 24 settembre 1916. Furono montati anche nuovi, più leggeri, sacchi di gas. Queste modifiche aumentarono la portanza utile a 3,8 tonnellate (3.861 kg) e fu accettato dalla Royal Navy nell'aprile 1917.
Il No.9r fu poi inviato alla stazione di dirigibili del RNAS a Howden nell'East Riding of Yorkshire, dove trascorse la maggior parte del tempo utilizzato per collaudi sperimentali di ormeggio e manovra. Dal 17 ottobre 1917 al giugno 1918 fu di stanza alla RNAS Pulham nel Norfolk, dove fu infine smantellato a causa della richiesta di spazio per consentire la costruzione di dirigibili più moderni, avendo trascorso 198 ore e 16 minuti in aria, di cui circa 33 ore all'ancora su un pilone di ormeggio. Sebbene non fosse in grado di competere con gli Zeppelin contemporanei, il No.9r fornì una preziosa esperienza nella manovra di un dirigibile rigido e nell'utilizzo dei piloni di ormeggio, che si sarebbero poi evoluti come metodo unico di ormeggio dei dirigibili.

## Utilizzatori
Regno Unito
- Royal Naval Air Service